# Sulzberg, Bregenz
Sulzberg là một đô thị ở Bregenz trong bang Vorarlberg nước Áo. Đô thị này có diện tích 23,06 km2, dân số cuối năm 2005 là 1015 người.